# Thrypticus tropicus
Thrypticus tropicus är en tvåvingeart som beskrevs av Daniel J. Bickel 1986. Thrypticus tropicus ingår i släktet Thrypticus och familjen styltflugor. Inga underarter finns listade i Catalogue of Life.